# Гемсло
Гемсло (нім. Hemsloh) — громада в Німеччині, розташована в землі Нижня Саксонія. Входить до складу району Діпгольц. Складова частина об'єднання громад Реден.
Площа — 26,77 км2. Населення становить 543 ос. (станом на 31 грудня 2021).